# Pfarrkirche Gmunden

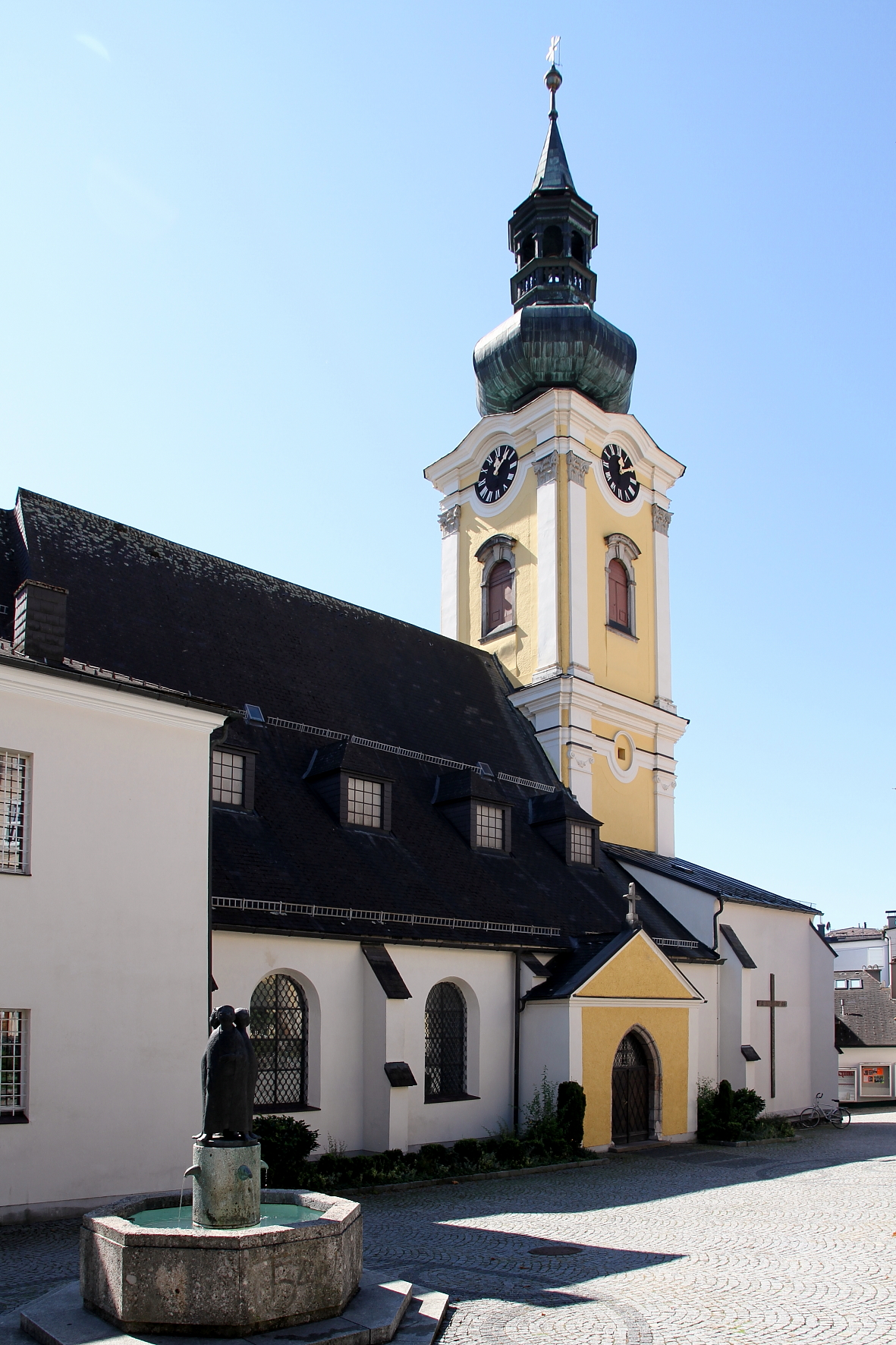
Stadtpfarrkirche, Landseite vom Nordosten

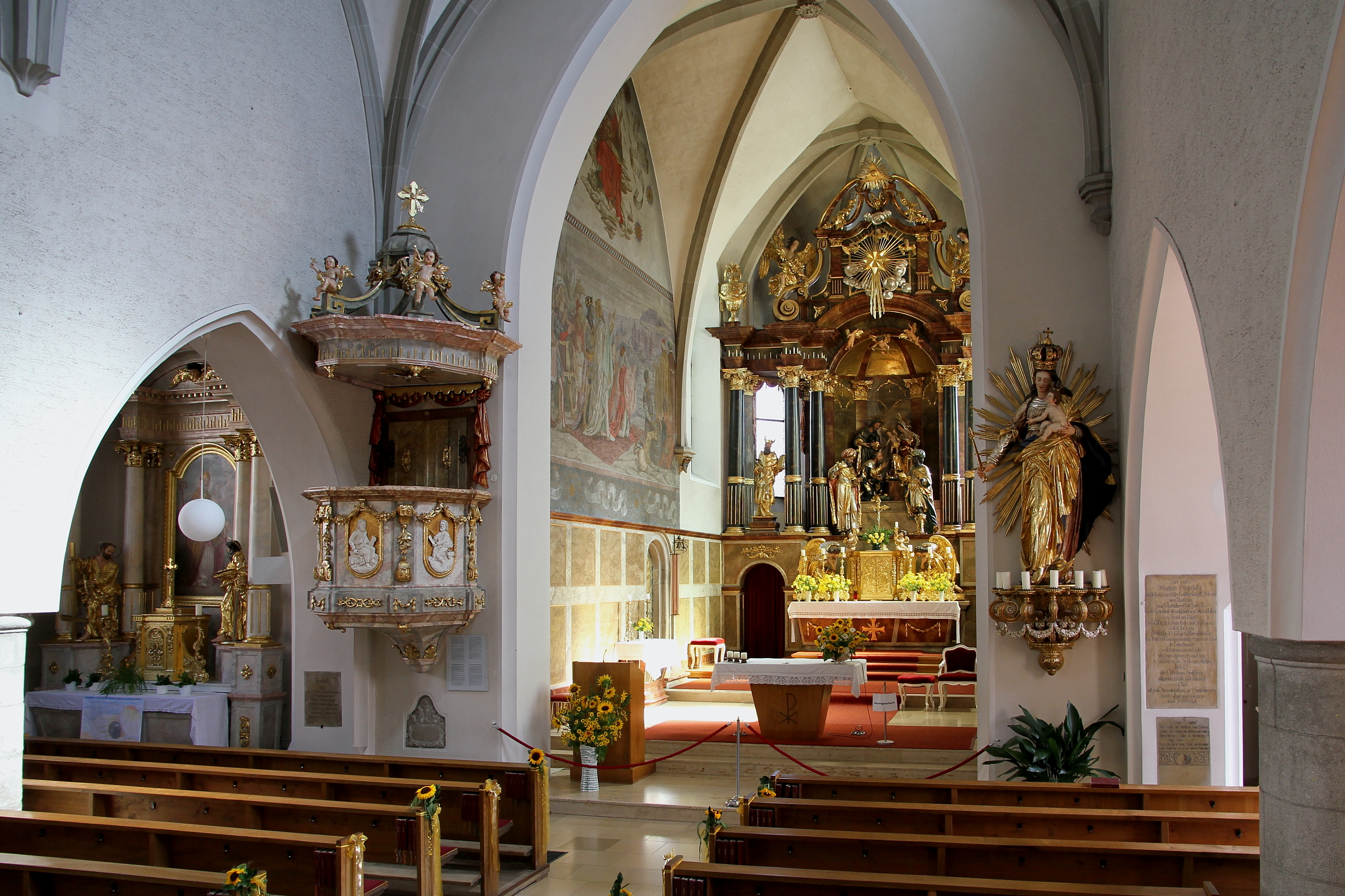
Innenansicht Richtung Hochaltar

Die römisch-katholische Stadtpfarrkirche Gmunden (Patrozinien: Jungfrau Maria, Erscheinung des Herrn/Epiphanie oder Hl Drei Könige) steht in der Stadtgemeinde Gmunden im Salzkammergut in Oberösterreich. Sie gehört zum Dekanat Gmunden in der Diözese Linz und steht unter Denkmalschutz.

## Lage
Die Kirche ist geostet, sie befindet sich auf einer Anhöhe, nahe dem Nordufer des Traunsees und ist nur 200 m vom linken Ufer der daraus ausfließenden Traun entfernt.

## Geschichte

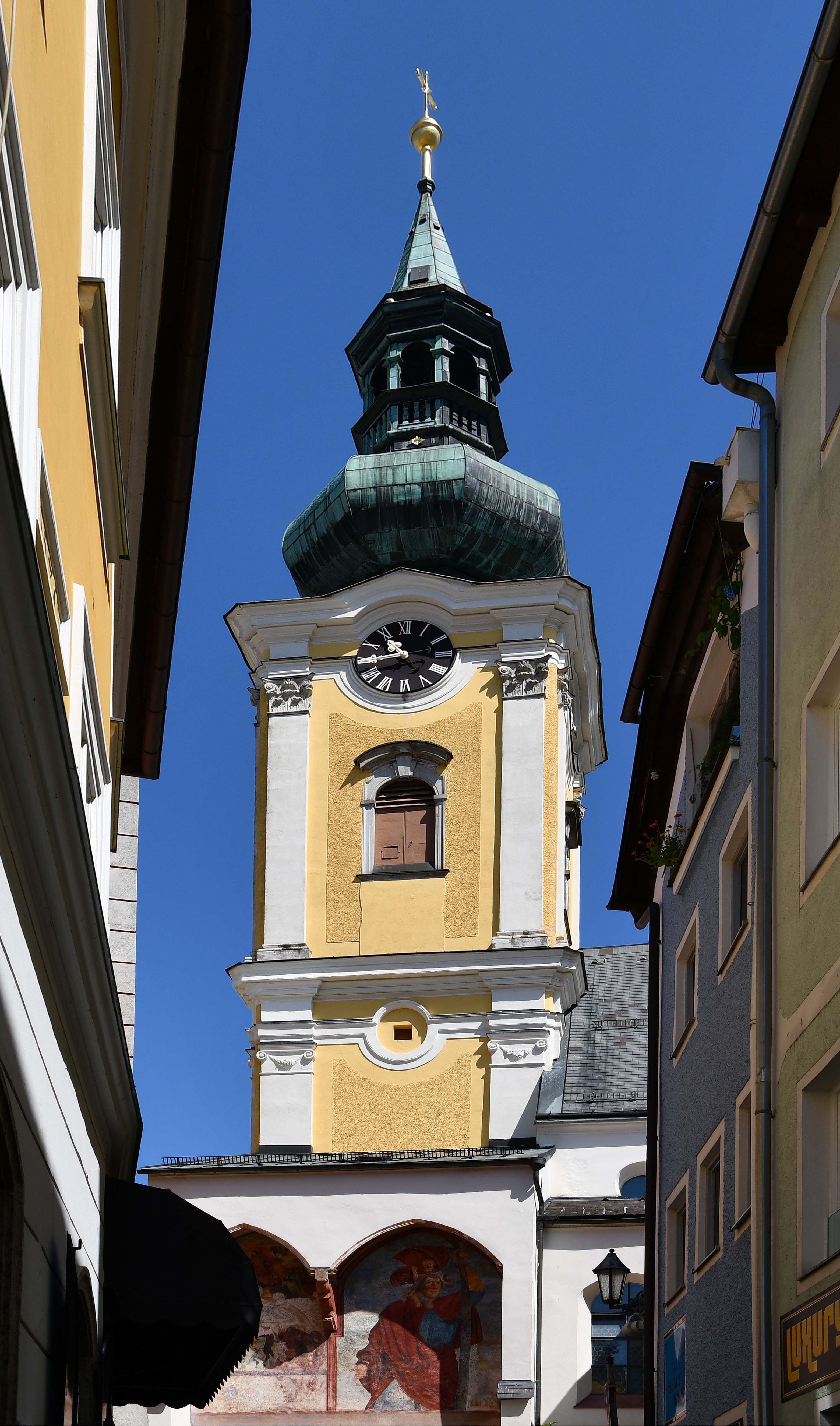
Blick von Süden auf die spätgotischen Fresken der Stadtpfarrkirche.

Erstmals urkundlich genannt wurde die Kirche im Jahr 1270. Auf einer kleinen Anhöhe stehend, dominiert sie das Stadtbild und entwickelte sich seit dem Mittelalter gleichlaufend mit der Stadt Gmunden. Stadt und Bürger lebten wegen des seit dem Mittelalter betriebenen Salzabbaus und -Handels im Wohlstand, was man an den etlichen erhaltenen Bürgerhäusern aus Mittelalter, Renaissance und Barock erkennen kann. Im 15./16. Jahrhundert hat man die Kirche mit einem Friedhof umgeben, auf dem sich die Anna-Kapelle befand, die 1844 abgerissen wurde. Von ihr blieben einige Teile der Einrichtung und das Tor erhalten, das nun als Turmtor der jetzigen Kirche dient. Im 17. und 18. Jahrhundert erhielt das Gotteshaus Zu- und Anbauten und wurde im Stil der Zeit neu ausgestattet. Vom ehemaligen Friedhof sind noch einige Grabsteine erhalten.
Aus der mittelalterlichen Erbauungszeit sind Reste gotischer Fresken erhalten. An der inneren Nordwand der Turmhalle stammen sie aus der Mitte des 14. Jahrhunderts. Die Darstellungen an der südlichen Kirchenaußenseite zeigen den hl. Christophorus und das Jüngste Gericht. Sie sind spätgotisch (aus der Zeit um 1520/1530) und wurden 1946/1947 entdeckt und freigelegt. In der Barockzeit erhielt die Kirche den Anbau an der Nordseite (heute ist die Sakristei darin untergebracht), Johann Michael Prunner errichtete unter Einbeziehung mittelalterlichen Mauerwerks den Turm mit Zwiebelhelm und Laterne (er ist 51,45 m hoch); zuletzt fügte man 1723 im Westen vor dem Eingang den Vorbau an. Nach Abschluss der Arbeiten wurde die Kirche im selben Jahr durch den Passauer Bischof Graf Joseph Dominikus von Lamberg neu geweiht.
Während des Zweiten Weltkriegs wurden die Glocken der Kirche nach einer Metallsammlung eingeschmolzen und 1949 durch fünf Glocken aus der Glockengießerei St. Florian bei Linz ersetzt.
1968 erhielt die Kirche eine Fußbodenheizung und einen neuen Steinfußboden. Die Kirchenfenster wurden erneuert und innen Wände und Decke neu ausgemalt. 1976 wurde ein neues Dach aufgesetzt; die Fassade der Kirche wurde in den Jahren 1981 und 2001 restauriert.

## Ausstattung

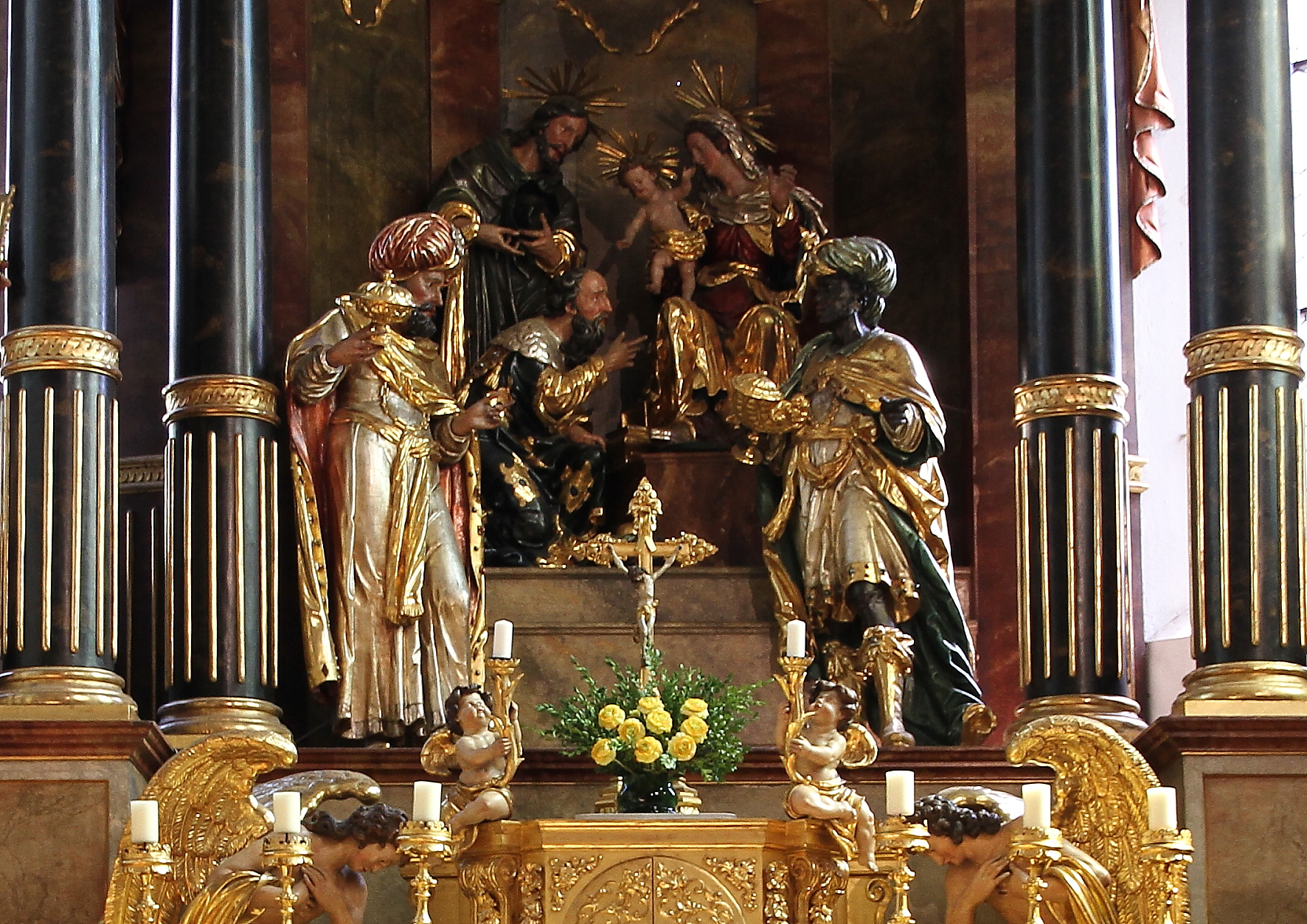
Die lebensgroße Statuengruppe Anbetung der hl. drei Könige ist ein Werk Thomas Schwanthalers.

Künstlerisch besonders bedeutend ist die Figurengruppe der Anbetung der Heiligen Drei Könige. Sie befindet sich auf dem Hauptaltar, wurde aber für einen früheren Altar konzipiert. Bei den realistischen und ausdrucksstarken Statuen handelt sich um das Werk des bayerisch-österreichischen Barockbildhauers Thomas Schwanthaler. Seine Anbetungsgruppe dient bis heute als Vorbild für etliche Weihnachtskrippen im süddeutschen Raum.
Die beiden Seitenfiguren außen am Hauptaltar stammen von Michael Zürn d. J. (1654–1698). Sie stellen den hl Zacharias und die hl Elisabeth, die Eltern Johannes des Täufers, dar. Michael Zürn d. J. schuf auch den Anna-Altar, die Statuen des Anna-Altars, die sich ursprünglich an anderer Stelle befanden, und vermutlich auch das Altarblatt. Gegenüber des Altars befindet sich eine Kreuzigungsgruppe mit überlebensgroßen Figuren (Kruzifix Anfang 16. Jahrhundert, die beiden Assistenzfiguren wohl 3. Viertel 18. Jahrhundert).
Außerdem gibt es noch zwei spätere Seitenaltäre an der Ostwand der Kirche (1834) – den Nikolausaltar mit Statuen der Hll Peter und Paul (links des Hauptaltars, 1. Hälfte 18. Jahrhundert), den Katharinenaltar mit Figuren der Hll Barbara und Margaretha (rechts des Hauptaltars, Ende 17. Jahrhundert), sowie den Arme Seelen-Altar an der Südwand mit einem Steinrelief (um 1600).
Bonaventura Schwanthaler, ein Sohn Thomas Schwanthalers, schuf die Statue des Schmerzensmanns Christus im Kerker. Aus dem 20. Jahrhundert stammen die Fatima-Madonna aus der Werkstatt Klothilde Rauchs (1903–1997) in Altmünster und die Schutzmantelmadonna aus Keramik, die Emilie Schleiss-Simandl 1947 anfertigte. 

## Orgel
Erste Orgel
1497 wird die erste Orgel urkundlich erwähnt. Im Jahr 1621 wird sie um 600 Gulden umgestaltet. Es handelte sich hierbei um ein Positiv mit einer Elfenbeinklaviatur und zinnernen Pfeifen. Vor der Umgestaltung hatte sie hölzerne Tasten und Pfeifen. 1638 wurde das Positiv abermals verbessert.
Zweite Orgel
Im Jahr 1739 wird die zweite Orgel durch den Orgelbauer Johann Christoph Egedacher aus Wels gebaut. Sie wurde 92 Jahre verwendet.
Dritte Orgel
Der Orgelbauer Simon Hölzl aus Gasten baute die dritte Orgel im Jahr 1831. Sie hatte 22 Register, die auf zwei Manuale und Pedal verteilt waren. Diese wurde für 65 Jahre bespielt, unter anderem durch Johann Evangelist Habert.
Vierte Orgel
1896 wurde die vierte Orgel durch den Linzer Orgelbauer Johann Lachmayr gebaut. Sie war 68 Jahre lang in Verwendung.
Fünfte Orgel
Die fünfte Orgel wurde im Jahr 1964 von Dreher & Reinisch aus Salzburg gefertigt. Sie hat ein dreimanualiges Werk mit Pedal und 24 Register. Sie besitzt 1826 Pfeifen.